# 群山大学校
群山大学校（クンサンだいがっこう、英称: Kunsan National University）は、全羅北道群山市大学路558に本部を置く大韓民国の国立大学である。1979年に設置された。大学の略称はKSNU。 

## 歴史
群山大学校は1947年に開校した群山師範学校が学校組織の始まりである。1948年には群山師範併設中学校が開校する。1962年、群山水産初級大学が開校し、翌1963年に群山師範学校が廃校となった。群山水産初級学校は1966年に群山教育大学に改編される（群山水産初級大学は1967年に廃校となる）。同年、群山水産専門大学の前身、群山水産高等専門学校が開校する。1975年、群山水産専門学校が開校する。1978年、群山教育大学は群山女子初級大学に改編される。
1979年1月、国立学校設置令により群山大学の設置が認可され、群山女子初級大学は群山大学となり、3月に開校した。初代学長には崔圭錬が就任した。一方、同年、群山水産高等専門学校は廃校となり、群山水産専門大学となった。
1980年、群山女子初級大学が廃校となる。1982年、群山水産専門学校が廃校となる。
1984年5月、群山大学付属博物館が開館する。1991年、群山大学は総合大学に昇格し、群山大学校となる。1992年、群山水産専門大学が群山大学校に統合される。

## 組織

### 学部
- 人文大学
  - 国語国文学科　英語英文学科　 ドイツ語ドイツ文学科　ヨーロッパメディア文化学科　 日本語日本文学科　中国語中国文学科　史学科　哲学科
- 芸術大学
  - 音楽学科　美術学科　産業デザイン学科　セラミックデザイン学科
- 社会科学大学
  - 行政学科　社会福祉学科　経済学科　貿易学科　経営会計学部　法学科　物流学科
- 自然科学大学
  - 物理学科　化学科　生物学科　数学科　情報統計学科　生活科学部　衣類学科　体育学科
- 工科大学
  - 電気工学科　電子工学科　制御ロボットシステム工学科　情報通信工学科　放送・媒体工学科　機械デザイン工学専攻　メカトロニクス専攻　自動車工学専攻　土木工学科　環境工学科　新素材工学科　ナノ科学工学科　建築工学科　コンピュータ情報工学科　造船工学科
- 海洋科学大学
  - 海洋生命科学科　海洋生物工学科　海洋生産学科　動力機械システム工学科　食品生命工学科　海洋建設工学科　水産生命医学科　海洋学科　海洋警察学科

### 大学院
- 大学院(一般)
  - 人文・社会系列
    - 国語国文学　英語英文学　日本語日本文学　法学　経営学　会計学　貿易学　経済学　社会福祉学

  - 自然科学系列
    - 数学　物理学　化学　海洋学　水産科学　家政学　情報統計学

  - 工学系列
    - 電子情報工学部　機械工学　海洋産業工学　土木環境工学部　化学工学　建築工学　材料工学　コンピュータ情報工学

  - 芸体能系列
    - 体育学科　美術学科　音楽学科

  - 学科間協同課程
    - 経済通信学科　司法行政学科
- 産業大学院
  - 機械工学科　電気電子制御工学科　情報通信工学科　海洋産業工学科　コンピュータ情報工学科　水産科学科　環境工学科　建築工学科　土木工学科　食品栄養学科　化学工学科　情報統計学科
- 経営行政大学院
  - 行政学科　経営学科　貿易学科　経済学科　法学科　水産経営学科　会計学科　最高経営管理者課程
- 教育大学院
  - 各種教育学専攻

## 交流協定校
- 日本
  - 大阪国際大学
  - 神戸大学
  - 鹿児島大学水産学部
  - 東京海洋大学
  - 創価大学
  - 山口大学工学部
  - 北海道大学大学院水産科学研究科
  - 岩手大学人文社会科学部